# Dagi
Dagi va ser un alt oficial egipci durant la dinastia XI. Va ser djati del rei Mentuhotep II.

## Biografia
A Dagi se'l coneix sobretot per la seva tomba (la TT103) de Xeikh Abd al-Gurnah i per mencions al Temple funerari de Mentuhotep II a Deir el-Bahari. Apareix per primera vegada al temple funerari com a "Supervisor de la porta", titulatura que també estava inscrita al seu sarcòfag, a més de "Portador del Segell Reial" i " Únic company". El sarcòfag decorat, de pedra calcària, es va trobar a la cambra funerària de la seva tomba i ara es troba al Museu d'Antiguitats Egípcies del Caire. Des d'aquests càrrecs va ser ascendit a djati. També apareix a la tomba el nom de la seva mare, o de la seva esposa: Maetnemti.
| D46 | G1 | W11 · F21 | M17 |

| D46 | G1 | W11 · F21 | M17 |

La seva tomba probablement va ser ampliada després d'aquesta promoció i va ser decorada amb relleus i pintures murals. Dels relleus només se'n van trobar petits fragments, mentre que es van poder conservar mostres substancials de les pintures.
També apareix com a djati, juntament amb un altre djati, Bebi, en companyia del rei, en fragments del temple funerari de Deir el-Bahari, per la qual cosa s'evidencia que tenia aquest càrrec sota Mentuhotep II. També apareix amb els títols d'"Alt oficial", "Capataç de la ciutat de la piràmide", "Dignatari de la cort" o "Membre de l'elit". Addicionalment, als grafits de l'uadi Xatt el-Rigal, apareix al costat d'altres membres de la cort de Mentuhotep II i se l'esmenta com a "Supervisor dels sis grans recintes, Dagi, nascut de Nemti".

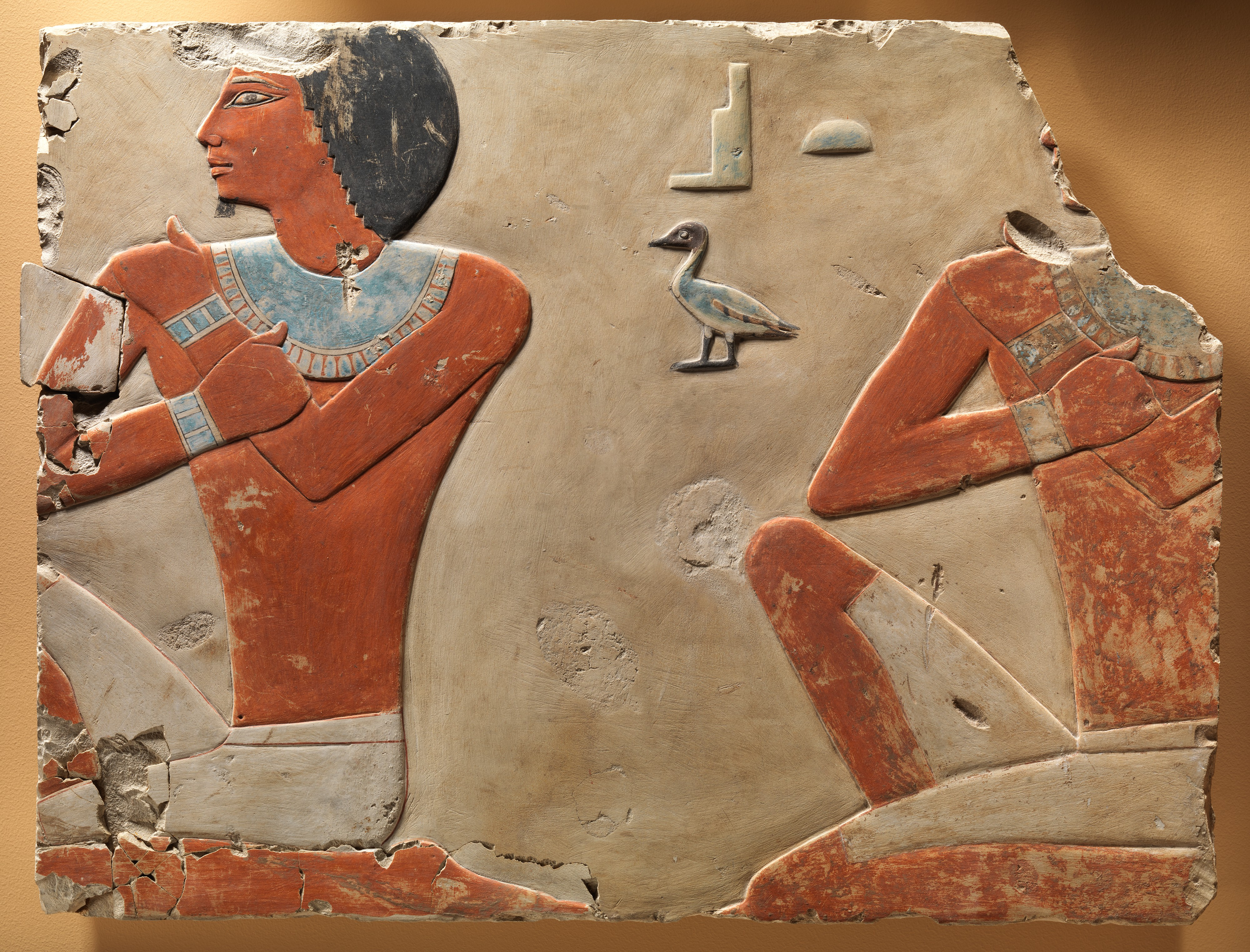
Relleu amb dos funcionaris o fills de Dagi (TT103).

Dins de la seva carrera sacerdotal, apareix amb els títols de “Sacerdot sem”, “Sacerdot d'Horus” o “Pare del Déu, estimat del Déu” o “Sacerdot pur dels dos-cents”.
Encara que la determinació precisa del seu mandat és incerta, Bebi probablement va ocupar el càrrec de djati abans que ell. Atès que fins fa poc no es coneixen altres djatis a la cort reial, serviria al final del regnat de Mentuhotep II i potser també sota el seu successor.